# قرار مجلس الأمن التابع للأمم المتحدة رقم 946
قرار مجلس الأمن التابع للأمم المتحدة رقم 946، المعتمد في 30 سبتمبر 1994، بعد إعادة التأكيد على القرار 733 (1992) وجميع قراراته اللاحقة بشأن الوضع في الصومال، مدد المجلس ولاية عملية الأمم المتحدة الثانية في الصومال فترة شهر حتى 31 أكتوبر 1994.
وأعرب المجلس عن قلقه إزاء تدهور الحالة في الصومال، وأدينت الهجمات والمضايقات ضد عملية الأمم المتحدة الثانية في الصومال وموظفيها الآخرين، في حين أن مسؤولية ضمان سلامة الأفراد تقع على عاتق الأطراف الصومالية. وكان وجود الأمم المتحدة والموظفين الدوليين الآخرين والدعم في البلد مرهوناً بإرادة الأطراف الصومالية للتوصل إلى حل سياسي. اعتزام الأمين العام بطرس بطرس غالي تقديم تقرير عن آفاق المصالحة الوطنية ومستقبل الأمم المتحدة في الصومال بحلول منتصف أكتوبر 1994.
تم تمديد ولاية عملية الأمم المتحدة الثانية في الصومال حتى 31 أكتوبر 1994 وتعهد المجلس بإجراء مراجعة لتفويضها ومستقبلها قبل تاريخ انتهاء ولايتها. وشجع الأمين العام على إعداد ترتيبات الطوارئ لتنفيذ القرارات بما في ذلك انسحاب عملية الأمم المتحدة الثانية في الصومال. كما تقرر إيفاد بعثة إلى الصومال لإبلاغ الأطراف هناك بخطط مجلس الأمن.
تم تبني القرار بأغلبية 14 صوتاً، مع امتناع الولايات المتحدة عن التصويت.

## روابط خارجية
- نص القرار في undocs.org